# باشگاه فوتسال کراپ الوند
باشگاه فوتسال کراپ الوند ایرانیان یک باشگاه فوتسال حرفه ای است که در شهر الوند واقع در استان قزوین مستقر است. این تیم در حال حاضر در لیگ برتر فوتسال قرار دارد.

## ورزشگاه
بازی های خانگی باشگاه کراپ الوند در سالن یادگار امام الوند واقع در استان قزوین انجام می‌شود. گنجایش این سالن حدود ۴۰۰۰ نفر است.

## بازیکنان فعلی
تاریخ به روز رسانی: ۲۲ مهر ۱۴۰۳
بازیکن فعلی کراپ الوند در سال ۱۴۰۳ 
| جایگاه | نام                           |
| ------ | ----------------------------- |
| بازیکن | احمد اسماعیل‌پور (کاپیتان اول) |
| بازیکن | سعید مومنی(کاپیتان دوم)       |
| بازیکن | علیرضا رفیعی‌پور               |
| بازیکن | علی مروتی                     |
| بازیکن | علی اکرمی                     |
| بازیکن | علی شیری                      |
| بازیکن | سهیل جامدی                    |
| بازیکن | سعید ممبینی                   |
| بازیکن | کامبیز گمرکی                  |
| بازیکن | عرفان محمدیان                 |
| بازیکن | امیرحسین الوندی               |
| بازیکن | امیرحسین غلامی                |
| بازیکن | امیرعلی شهسواری               |
| بازیکن | علیرضا ابوالقاسمی             |
| بازیکن | سجاد یوسف‌خواه                 |
| بازیکن | امیرحسام عرفانی‌نسب            |
| بازیکن | محمدمهدی اسماعیلی پور         |

## بازیکنان برجسته
مهدی جاوید
 سعید مومنی
 لوآن پریرا
 ماتئوس دوس سوزا
 علی ابراهیمی
 احمد اسماعیل‌پور
 محمد شجری
 مهران عالیقدر
 علی اکرمی 
 امیرحسین الوندی
 مسلم رستمی‌ها
 حمیدرضا ره‌انجام
 مهدی رستمی ها 
  محمد نجف زنگی

## سرمربیان تاریخ باشگاه
فهرست سرمربیان باشگاه کراپ الوند 
| مربی           |
| جواد اصغری‌مقدم |
| محمود خوراکچی  |
| رضا لک         |
| علیرضا افضل    |
| سعید کشاورزی   |

## افتخارات
- لیگ دسته یک فوتسال ایران
  - نایب‌قهرمان (۱): ۱۳۹۸